# Henrik Ramsay

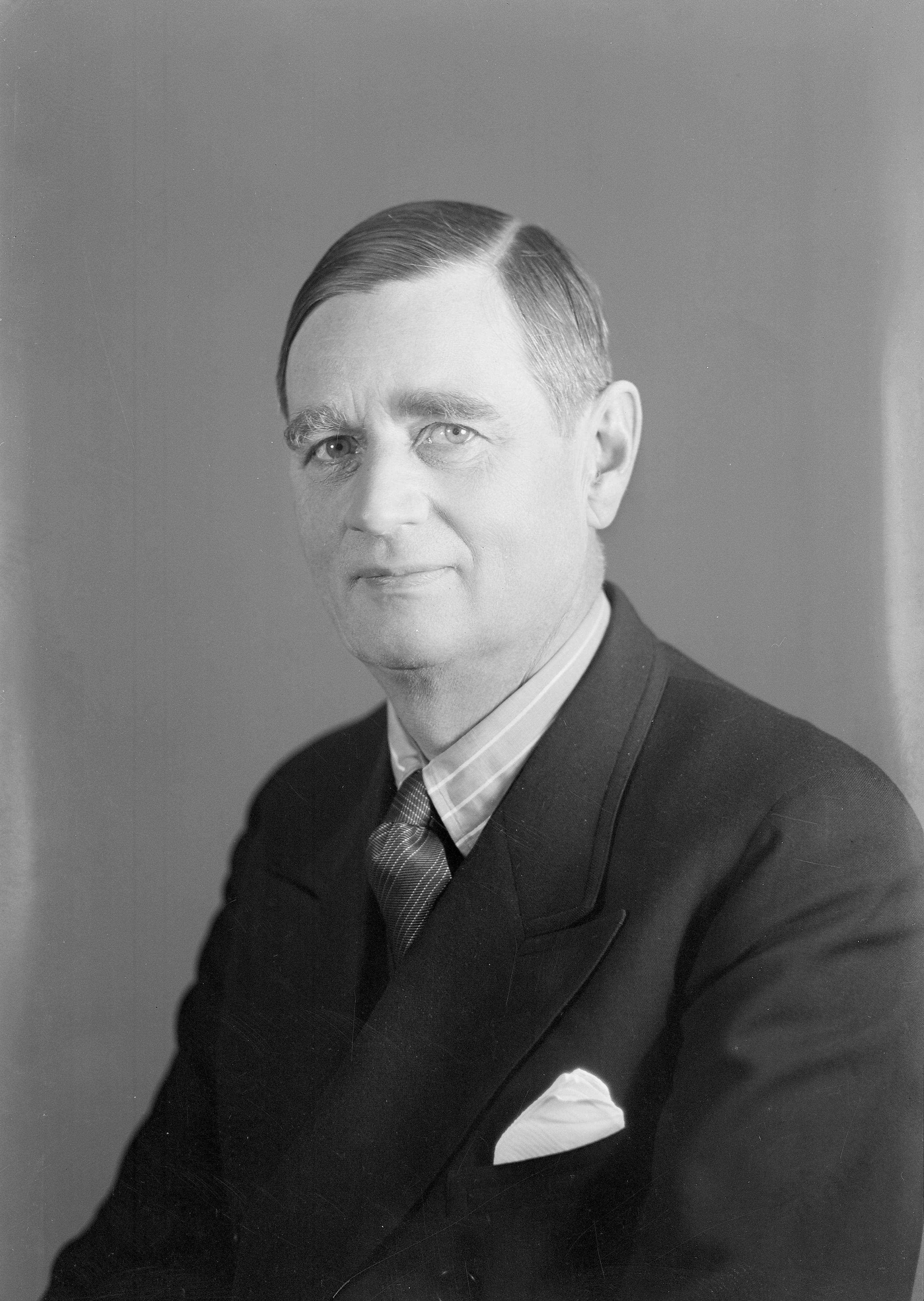
Henrik Ramsay (1941)

Carl Henrik Wolter Ramsay (* 31. März 1886 in Helsingfors; † 25. Juli 1951 in Visby, Schweden) war ein finnischer Chemiker, Wirtschaftsmanager und Politiker der Schwedische Volkspartei (RKP), der unter anderem von 1920 bis 1946 sowie zwischen 1948 und 1951 Geschäftsführer der führenden Reederei des Landes, Finska Ångfartygs aktiebolaget (FÅA), und langjähriges Mitglied des Zentralvorstands der RKP war. Er fungierte zwischen 1942 und 1943 als Minister für öffentliche Versorgung sowie von 1943 bis 1944 als Außenminister. Im Kriegsverantwortungsprozess wurde er 1946 zu einer Gefängnisstrafe verurteilt. Er engagierte sich zudem zwischen 1929 und 1946 sowie von 1948 bis 1951 als Kommodore des Nyländska Jaktklubben, der älteste registrierte Sportverein Finnlands und größte Segelverein im Land.

## Leben

### Familiäre Herkunft, Chemiker und Reedereimanager
Carl Henrik Wolter Ramsay stammte aus dem schottischen Clan Ramsay, der 1634 bei der schwedischen Ritterschaft und 1818 bei der finnischen Ritterschaft eingeführt wurde, und war der Sohn von August Ramsay (1859–1943), der unter anderem von 1913 bis 1919 Direktor der Föreningsbanken, 1919 im Kabinett Kaarlo Castrén Finanzminister sowie zwischen 1923 und 1924 Gouverneur der Zentralbank (Suomen Pankki) war sowie der finnlandschwedischen Autorin und Adelsgenealogin Jully Ramsay (1865–1919). Er selbst begann nach dem Besuch der privaten Nya svenska samskolan in Helsingfors ein Studium der Chemie an der Universität Helsinki und der Friedrich-Wilhelms-Universität zu Berlin und schloss 1909 an der Universität Helsinki 1909 seine Promotion zum Doktor der Philosophie mit der Dissertation „Zur Kenntnis der Guanidosäuren“ ab.

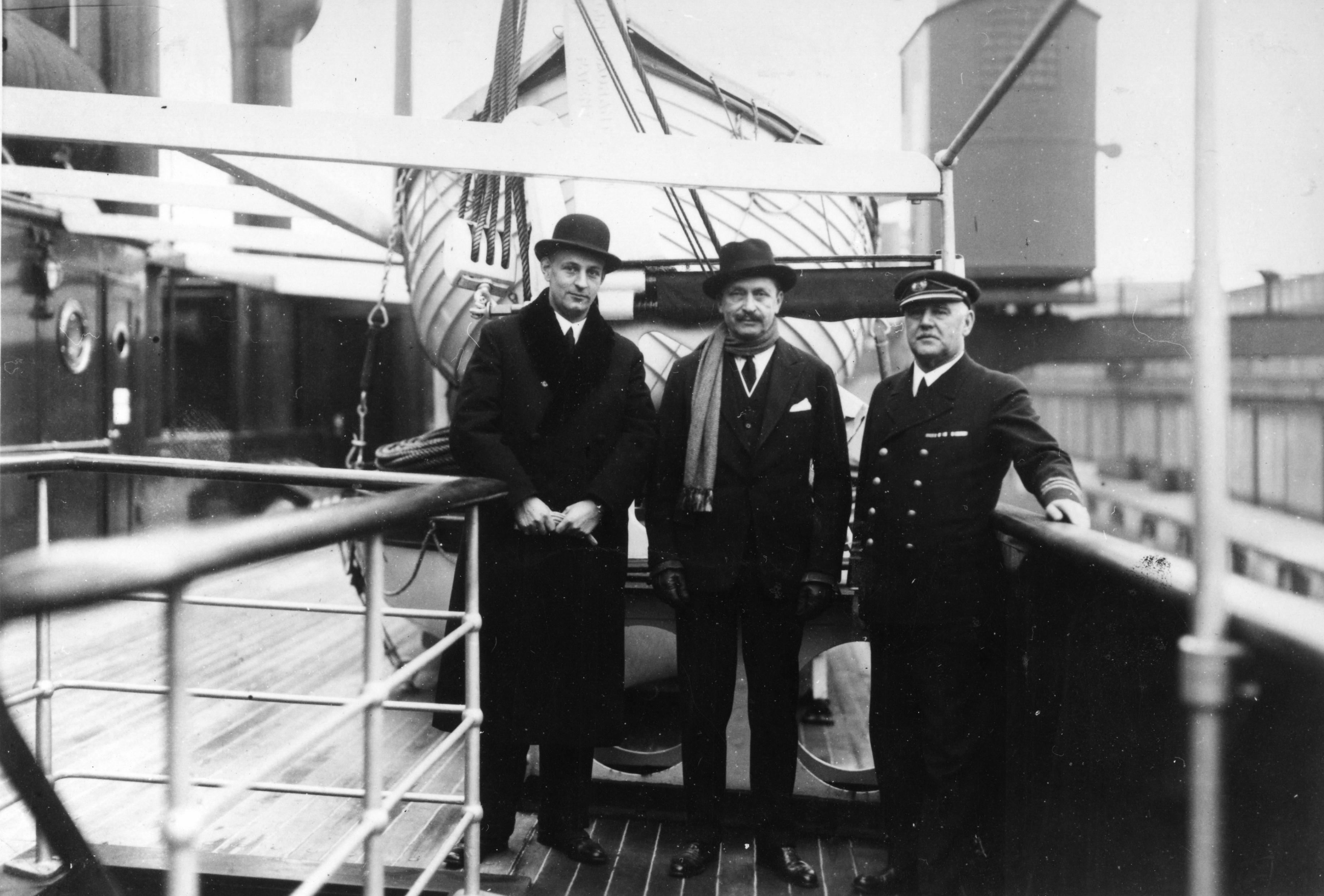
Ramsay (links) mit Marschall Carl Gustaf Emil Mannerheim (Mitte) und Kapitän Harry Rönngren an Bord der S/S Ariadne der führenden Reederei des Landes, Finska Ångfartygs aktiebolaget FÅA (1934)

Nach kurzfristigen Positionen als Chemiker in der Zuckerindustrie in Posen und Sumy wurde er 1911 zum stellvertretenden Direktor der Zuckerfabrik im Helsinkier Stadtteil Töölö (Tölö Sockerbruk) und 1919 zum stellvertretenden Direktor der führenden Reederei des Landes, Finska Ångfartygs aktiebolaget (FÅA), ernannt. Bereits 1920 wurde er Geschäftsführer der FÅA und blieb in dieser Position bis 1946. Unter seiner Führung überwand FÅA die Krise nach dem Ersten Weltkrieg und expandierte als traditionelles Linienschifffahrtsunternehmen. Als Schifffahrtsmanager mit guten Verbindungen zur Schifffahrtsnation Großbritannien gehörte er einer Fraktion des rechten Flügels der Schwedische Volkspartei (RKP) an, die ausgesprochen anglophil war. Im ersten Jahr der Unabhängigkeit im Jahr 1918 hatte Ramsay vorübergehend die Position des Leiters der Handelspolitikabteilung des Außenministeriums inne und fungierte 1923 und 1933 zweimal als bevollmächtigter Vertreter Finnlands zur Pilotierung von Handelsabkommen mit Großbritannien. Für die dortigen Verdienste wurde er 1934 zum Commander des Order of the British Empire (CBE) ernannt. Im Frühjahr 1936 wurde er in den Vorstand der FÅA gewählt und 1937 zu dessen Vorsitzenden ernannt. Ramsays Ära bei FÅA war von deutlichem Wachstum geprägt. Das Unternehmen verfügte über ein bedeutendes Aktienportfolio der Helsinki Aktienbank HAB (Helsingfors Aktiebank), weshalb er 1937 in den Vorstand der Bank gewählt wurde. Eine seiner bedeutendsten externen Aufgaben war das Amt des Vorstandsvorsitzenden der HAB während des Zweiten Weltkrieges von 1939 bis 1946. Drei Jahre zuvor wurde er 1936 in das Kuratorium gewählt worden und behielt das Amt bis zum Versuch, die HAB mit der Föreningsbanken zu fusionieren, der im Frühjahr und Winter 1948 scheiterte, nachdem zuvor energisch auf die Fusion gedrängt wurde.

### Zweiter Weltkrieg sowie Minister in den Kabinetten Rangell und Linkomies

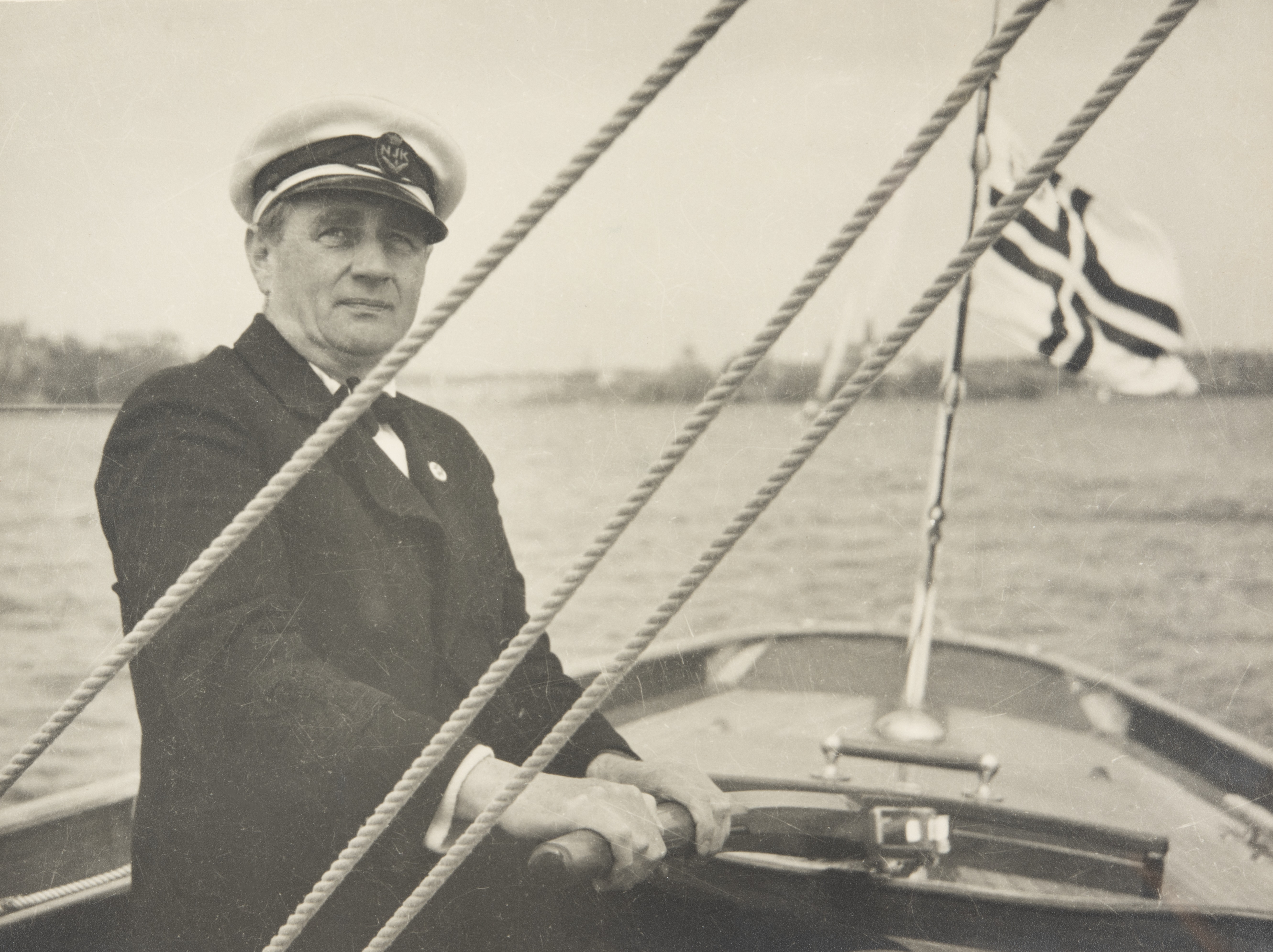
Henrik Ramsay als Kommodore des Nyländska Jaktklubben (1938).

Nach dem Winterkrieg beteiligte sich Ramsay an der Regulierung der äußerst angespannten Staatswirtschaft und wurde am 4. Januar 1941 in das Kabinett Rangell berufen und bekleidete bis zum 5. März 1943 den Posten als Minister im Außenministerium (Ministeri ulkoasiainministeriössä), wodurch er engster Mitarbeiter von Außenminister Rolf Witting war, der ebenfalls der Schwedischen Volkspartei angehörte. Zugleich fungierte er im Kabinett Rangell zwischen dem 4. Januar 1941 und seiner Ablösung durch Siivo Kantala am 3. Juli 1942 als Minister im Ministerium für öffentliche Versorgung (Ministeri kansanhuoltoministeriössä) und war damit enger Mitarbeiter der parteilosen Minister Väinö Kotilainen (4. Januar bis 16. April 1941) beziehungsweise Atte Arola (16. April 1941 bis 3. Juli 1942). Als Nachfolger von Atte Arola wurde er schließlich am 3. Juli 1942 selbst Minister für öffentliche Versorgung (Kansanhuoltoministeri) im Kabinett Rangell und behielt dieses Ministeramt bis zum 5. März 1943. Er schickte im Hungerwinter 1941/42 die Flotte der FÅA, um Katastrophenhilfe über die zugefrorene Ostsee zu holen.
Im darauf folgenden Kabinett Linkomies wurde Henrik Ramsay am 5. März 1943 schließlich selbst Außenminister (Ulkoasiainministeri) und behielt diesen Posten bis zum 8. August 1944. Zugleich fungierte er zwischen dem 5. März 1943 und dem 8. August 1944 auch wieder als Minister im Ministerium für öffentliche Versorgung, das nunmehr von Kaarle Ellilä geleitet wurde. Die Schlachten von El Alamein und Stalingrad hatten kurz zuvor über den Ausgang des Weltkriegs entschieden, und Ramsays Hauptaufgabe als Außenminister bestand daher darin, den Weg für einen Sonderfrieden mit der Sowjetunion zu ebnen. Als die Regierung der Vereinigten Staaten im Frühjahr 1943 signalisierte, dass Finnland Möglichkeiten habe, diplomatische Kontakte mit der Sowjetunion aufzunehmen, versuchte Ramsay mit Unterstützung von Oberbefehlshaber Marschall Carl Gustaf Emil Mannerheim, die anderen Regierungsmitglieder von der Notwendigkeit zu überzeugen, Deutschland über diese Wendung der Ereignisse zu informieren. Die Strategie erwies sich als erfolglos. Die Offenlegung steigerte das Misstrauen Deutschlands und verschärfte die Beziehungen zwischen den beiden Ländern. Die Folge war, dass Ramsay bei den Friedensbemühungen danach sehr vorsichtig vorging. Die Situation um Sommer 1944 wurde am kritischsten, als Finnland mit zwei äußerst abstoßenden Alternativen konfrontiert wurde. Die sowjetische Großoffensive auf die Karelische Landenge war in vollem Gange und die Gefahr einer Invasion des gesamten Landes war real. Moskau forderte nichts Geringeres als die Kapitulation Finnlands, und da dies undenkbar war, entschied sich Staatspräsident Risto Ryti in Absprache mit Ramsay und den anderen Regierungsmitgliedern für die zweite Option, nämlich die Unterzeichnung eines politischen Abkommens mit Deutschland, der sogenannte Ryti-Ribbentrop-Vertrag. Durch diese mit Reichsaußenminister Joachim von Ribbentrop vereinbarte Ryti-Ribbentrop-Einverständniserklärung (Ryti-Ribbentrop-sopimus) vom 26. Juni 1944 wandelte sich die Zusammenarbeit zwischen der Republik Finnland mit dem Deutschen Reich während des Zweiten Weltkriegs zu einem formalen Militärbündnis und der Vereinbarung zufolge würde kein von Ryti ernannter Minister einen Separatfrieden mit der Sowjetunion schließen. Die Lücke in dieser Vereinbarung besagte somit, dass sie für niemanden außer Ryti bindend sei, und als Mannerheim etwas mehr als einen Monat später am 4. August 1944 zum neuen Staatspräsidenten gewählt wurde, war der Weg für ein finnisch-sowjetisches Stillhalteabkommen frei. Als die Regierung im Zusammenhang mit dem Präsidentenwechsel neu organisiert wurde, übernahm Carl Enckell von Ramsay am 8. August 1944 das Amt des Außenministers im Kabinett Hackzell.

Überführung des Leichnams von Henrik Ramsay aus Schweden (August 1951)

Nach seinem Ausscheiden aus der Regierung kehrte Ramsay auf seinen Posten als Vorstandsvorsitzender und Chief Executive Officer der FÅA zurück. Im Winter 1945/46 kam es aufgrund des politischen Aufruhrs zu einem Prozess gegen ihn und sieben weitere Mitglieder der Kriegsregierung. In diesem sogenannten Kriegsverantwortungsprozess (Sotasyyllisyysoikeudenkäynti) wurde er zu einer Haftstrafe von 2½ Jahren mit der Begründung verurteilt, dass er als Außenminister im Frühjahr 1943 die Friedensbemühungen der Vereinigten Staaten sowie im Frühjahr 1943 auch die sowjetischen Friedensbedingungen abgelehnt hatte und dass er zur Entstehung des Ribbentrop-Abkommens im Sommer 1944 beigetragen hatte. Das Urteil trat sofort in Kraft und als er etwas mehr als die Hälfte der Strafe verbüßt hatte, wurde er kurz vor Weihnachten 1947 auf Bewährung entlassen. Nach westlicher Rechtstradition war der Prozess völlig rechtswidrig, da er auf einem rückwirkenden Gesetz beruhte, doch als es aus außenpolitischen Gründen notwendig war, sich öffentlich von der finnisch-deutschen Waffenbrüderschaft zu distanzieren, trugen die meisten Verurteilten ihre Verantwortung Bestrafung mit stoischer Gelassenheit. Ramsay gehörte zu dieser Kategorie und schrieb während seiner Gefangenschaft zwei Bücher über das Leben im Meer und die Schifffahrt, „Sommar och segel“ (1946) und „I kamp med Östersjöns isar. En bok om Finlands vintersjöfart“ (1947), die beide besonders für ihre literarischen Qualitäten gelobt wurden. 
Als Ramsay im Januar 1948 wieder dem Kuratorium der HAB beitrat, scheiterte der Fusionsversuch mit der Föreningsbanken. Nachdem die Mehrheit gegen die Fusion gestimmt hatte, zogen Ramsay und sechs weitere Mitglieder des Kuratoriums die Konsequenzen und traten zurück. Mit Ausnahme der Gefängnisjahre von 1946 bis 1948 leitete er den Verwaltungsrat der FÅA, bis er im Sommer 1951 einen Herzinfarkt erlitt und in Visby starb.

### Segelsport
Henrik Ramsay war einer der bekanntesten Segelpersönlichkeiten Finnlands und der nordischen Region. Innerhalb des Nyländska Jaktklubben, dem ältesten registrierten Sportverein Finnlands und größten Segelverein im Land, wurde er 1920 stellvertretender Kommodore und war von 1929 bis 1946 und von 1948 bis 1951 Kommodore. Er war von 1919 bis 1945 Vorsitzender des finnischen Segelverbandes (Suomen Purjehtijaliitto) und zeitweilig auch Vorsitzender des skandinavischen Segelverbandes. Er war ein erfahrener Rennsegler und errang mit der von Gösta Kyntzell entworfenen Sechs-Meter-Yacht „Inga-Lill XXVI“ 1937 zwei Teilsiege bei den Gold-Cup-Rennen vor Long Island. Er gewann über 1.000 Preise im Segel-Rennsport und war auch Ehrenmitglied der Königlich Schwedischen Segelgesellschaft (Kungliga Svenska Seglarsällskapet). Zu seinen Lebzeiten besaß er nicht weniger als 13 Boote: Der Höhepunkt war die von Lindblom entworfene Rennyacht „Regina“, die in Björn Landströms Buch „Regina och Gullkronan“ lyrisch beschrieben wird.

## Veröffentlichungen
- Zur Kenntnis der Guanidosäuren, Väitöskirja. Helsingfors 1909
- Huvudlinjerna i den finska industrins utveckling, Handelsgillets i Helsingfors bibliotek IV, Frenckellska Tryckeri-Aktiebolaget, Helsingfors 1915
- Suomen teollisuuden kehityksen pääpiirteet, Mitautor Kaarlo Metsävainio, WSOY 1919
- Liebig. Biografier 4. Schildt, Borgå 1918
- Justus Liebig, Mitautor K. Metsävainio, Merkkimiehiä, WSOY 1917
- Yhdeksännentoista vuosisadan tekniikan ja tieteiden kehitys. Tekniikka ja yleiset luonnontieteet, Yhdeksännentoista vuosisadan kulttuurikehitys, Helsinki 1921
- Vuoksen. Ett föredrag. Statsrådet, Helsinki 1942
- Sommar och segel. Minnen. Schildt, Helsinki 1946, 2. Auflage 1947, Nachdrucke 1993 und 2005
- Purjehtijan muistelmia, WSOY 1947
- I kamp med Östersjöns isar. En bok om Finlands vintersjöfart, Schildt, Helsinki 1947
- Jääsaarron murtajat: Suomen talvimerenkulun historiaa, WSOY 1949
- Namn från svunna tider. Författaren, Helsinki 1947.
- Uttalanden inför krigsansvaringhetsdomstolen i december 1945 och januari 1946. Författaren, Helsinki 1948

## Hintergrundliteratur
- B. Suviranta: Finska Ångfartygs aktiebolaget 1883–1958, 1958
- T. Smedslund: NJK 1861–1961, 1961
- E. Ginström: Helsingfors Aktiebank under ett halvsekel, 1962
- S. Jägerskiöld: Marskalken av Finland. Gustaf Mannerheim 1941–1944, 1979
- T. Polvinen: J. K. Paasikivi. Valtiomiehen elämäntyö 3, 1939–1944, 1995
- M. Waller: En fusion som inte blev av. Förhandlingarna mellan Helsingfors Aktiebank och Nordiska Föreningsbanken 1947–1948, in: „Historiska och litteraturhistoriska studier“, Band 75, 2000
- E. Maasalo: Sir Henrik saa tehtävän, 2004